# Nemipterus virgatus
Cá đổng cờ (Danh pháp khoa học: Nemipterus virgatus) là một loài cá tráp bản địa ở Tây Thái Bình Dương, từ miền nam Nhật Bản về phía nam tới phía tây bắc Úc bao gồm cả vùng biển Arafura.
Chúng sinh sống ở khu vực có bùn hoặc cát chất và cá non có thể được tìm thấy ở độ sâu 18-33 mét trong khi cá trưởng thành có thể được tìm thấy xuống đến độ sâu 220 mét. Loài này có thể đạt tới chiều dài tới 35 cm mặc dù hầu hết chỉ dài khoảng 23 cm. Nó là một trong những loài quan trọng nhất của ngành thủy sản thương mại ở biển Hoa Đông và bắc Biển Đông.